# Église Notre-Dame-d'Espérance de Gap
Pour les articles homonymes, voir Église Notre-Dame-d'Espérance.

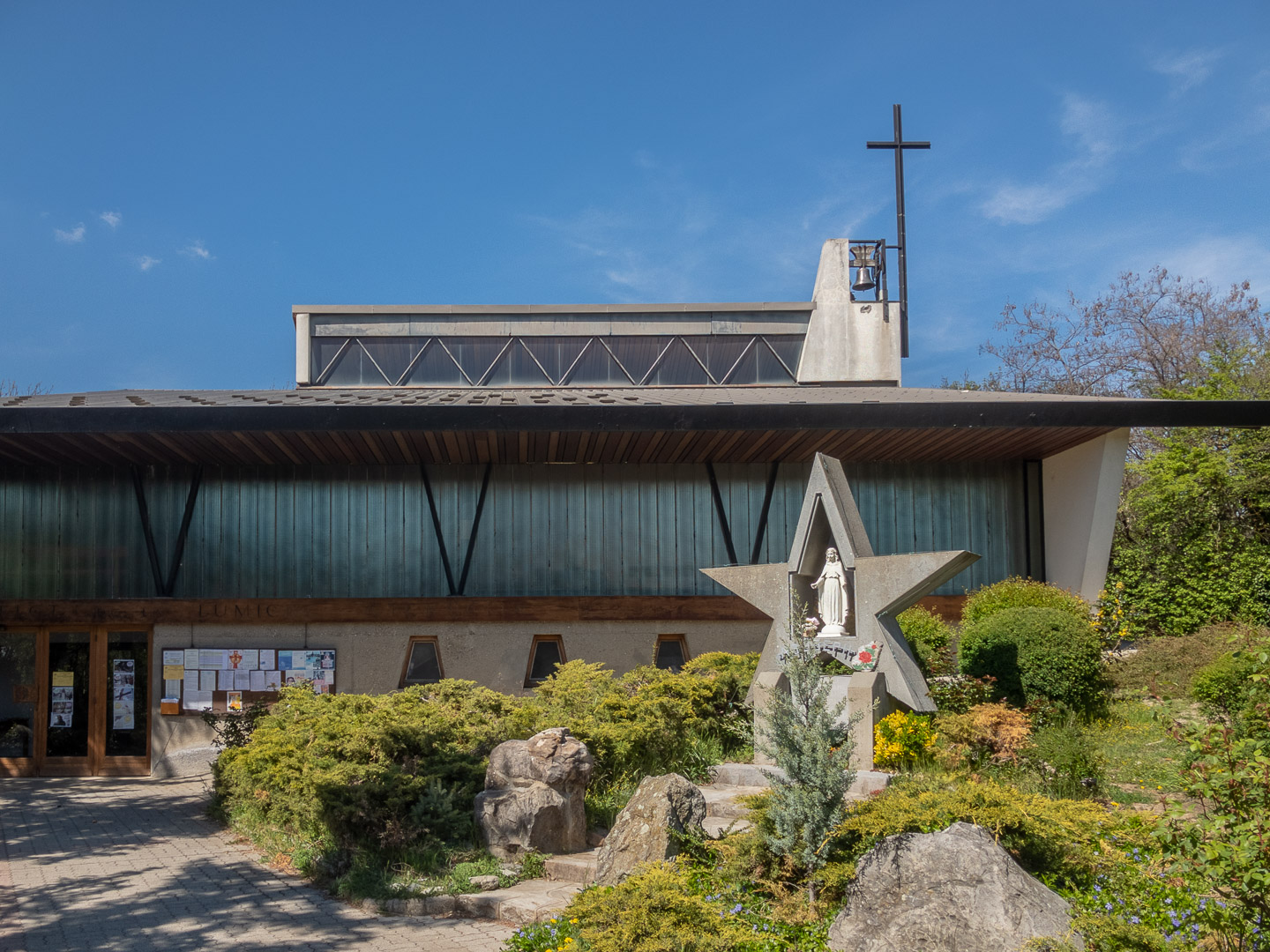
Église Notre Dame d'Espérance de Gap

L'église Notre-Dame-d'Espérance est une église catholique située à Gap (Hautes-Alpes) dans le diocèse de Gap et d'Embrun.

## Historique et architecture
L'église est construite selon une architecture moderne avec une utilisation de la tôle, du béton et du verre et elle possède une « nef en appentis avec une verrière au niveau du faîtage ».